# 庆丰乡
庆丰乡，是中华人民共和国黑龙江省双鸭山市友谊县下辖的一个乡镇级行政单位。

## 行政区划
庆丰乡下辖以下地区：
庆丰村、康家店村、新兴村、富余村、永兴村和胜利村。